# Eidmannella tuckeri
Espèce
Eidmannella tuckeri est une espèce d'araignées aranéomorphes de la famille des Nesticidae.

## Distribution
Cette espèce est endémique du Texas aux États-Unis,. Elle se rencontre dans le comté de Jeff Davis dans la grotte Phantom Lake Cave.

## Description
La femelle holotype mesure 2,23 mm et le mâle immature 1,52 mm. Cette araignée est dépigmentée et possède des yeux très réduits.

## Étymologie
Cette espèce est nommée en l'honneur de William Tucker.

## Publication originale
- Cokendolpher & Reddell, 2001 : New and rare nesticid spiders from Texas caves (Araneae: Nesticidae). Texas Memorial Museum Speleological Monographs, vol. 5, p. 25-34.